# Минстер (Охајо)
Минстер (енгл. Minster) град је у америчкој савезној држави Охајо.

## Демографија
По попису из 2010. године број становника је 2.805, што је 11 (0,4%) становника више него 2000. године.
| Група             | 2000.         | 2010.         |
| Белци             | 2.782 (99,6%) | 2.769 (98,7%) |
| Афроамериканци    | 0 (0,0%)      | 1 (0,0%)      |
| Азијати           | 2 (0,1%)      | 3 (0,1%)      |
| Хиспаноамериканци | 3 (0,1%)      | 19 (0,7%)     |
| Укупно            | 2.794         | 2.805         |